# Liberalitas
Liberalitas – rzymskie uosobienie (personifikacja) łaskawości i hojności. Na rewersach monet rzymskich przedstawiana najczęściej z tesserą i rogiem obfitości (cornucopia).